# بارهنگ شور (گونه)
بارهنگ شور،  (نام علمی: psylliostachys spicata) نام گونه از سرده بارهنگ شور است.